# Carl Tanzler
Carl Tanzler, a volte citato come conte Carl von Cosel (Dresda, 8 febbraio 1877 – Tampa, 23 luglio 1952), è stato un radiologo tedesco naturalizzato statunitense che nel 1931 curò invano una paziente ventunenne di origine cubana malata di tubercolosi, Maria Elena Milagro "Helen" de Hoyos (31 luglio 1909 - 25 ottobre 1931), di cui era innamorato e che continuò a cercare di curare anche dopo che la malattia l'aveva uccisa. Nel 1933, quasi due anni dopo la sua morte, Tanzler rimosse il corpo della ragazza dalla sua tomba e visse con il cadavere a casa sua per sette anni fino alla sua scoperta da parte dei parenti della ragazza e delle autorità nel 1940.

## Nome
Tanzler aveva molti nomi; era indicato come Georg Karl Tänzler sul suo certificato di matrimonio tedesco. Era indicato come Carl Tanzler von Cosel sui suoi documenti di cittadinanza degli Stati Uniti ed era elencato come Carl Tanzler sul suo certificato di morte in Florida. Alcuni dei suoi documenti ospedalieri erano firmati conte Carl Tanzler von Cosel.

## Maria Elena Milagro de Hoyos
Il 22 aprile 1930, mentre lavorava al Marine Hospital di Key West, Tanzler incontrò Maria Elena "Helen" Milagro de Hoyos (1909-1931), una donna cubano-americana del posto che era stata portata in ospedale dalla madre per una visita medica. Tanzler la riconobbe immediatamente come la bellissima donna dai capelli scuri che gli era stata rivelata nelle sue precedenti "visioni". A detta di tutti, Hoyos era considerata una bellezza locale a Key West.
Elena era la figlia del produttore locale di sigari Francisco "Pancho" Hoyos (1883-1934) e Aurora Milagro (1881-1940). Aveva due sorelle, Florinda "Nana" Milagro Hoyos (1906-1944), che sposò Mario Medina (c. 1905-1944) e anch'essa morì di tubercolosi; e Celia Milagro Hoyos (1913-1934). Medina, il marito di Nana, rimase fulminato mentre cercava di salvare un collega che colpì una linea elettrica con la sua gru in un cantiere.
Il 18 febbraio 1926, Elena sposò Luis Mesa (1908–?), figlio di Caridad e Isaac Mesa. Mesa lasciò Elena dopo che la ragazza ebbe un aborto spontaneo, trasferendosi a Miami. Elena era legalmente sposata con Mesa al momento della sua morte.
Ad Elena fu diagnosticata la tubercolosi, una malattia tipicamente fatale all'epoca, che infine uccise quasi tutti i suoi parenti stretti. Tanzler, con le sue conoscenze mediche autoproclamate, tentò di curare Elena con una varietà di medicinali, oltre a raggi X e apparecchiature elettriche, che vennero portate a casa degli Hoyos. Tanzler riempì Elena di doni quali gioielli e vestiti, e presumibilmente confessò il suo amore per lei, ma non emerse mai nessuna prova che dimostrasse che il suo affetto venne ricambiato da Elena.

## Ossessione
Nonostante gli sforzi di Tanzler, Elena morì di tubercolosi a casa dei suoi genitori a Key West il 25 ottobre 1931. Tanzler le pagò il funerale e, con il permesso della sua famiglia, commissionò la costruzione di un mausoleo nel cimitero di Key West, che visitò quasi ogni notte.
Una sera dell'aprile 1933, Tanzler entrò di nascosto nel cimitero dove Elena era sepolta e rimosse il suo corpo dal mausoleo, portandolo fuori dal cimitero dopo il tramonto su un carro giocattolo e trasportandolo a casa sua. Secondo quanto riferito da Tanzler, lo spirito di Elena sarebbe venuto da lui mentre questi era seduto vicino alla sua tomba ed avrebbe fatto una serenata al suo cadavere con una delle sue canzoni spagnole preferite. Riferì anche che spesso gli diceva di portarla via dalla tomba.
Tanzler attaccò insieme le ossa del cadavere con del filo armonico e sostituì i veri occhi con degli occhi di vetro. Man mano che la pelle del cadavere si decomponeva, Tanzler la sostituì con un panno di seta imbevuto di cera e gesso di Parigi. Mentre i capelli cadevano dal cuoio capelluto in decomposizione, Tanzler creò con essi una parrucca per Elena. Tanzler riempì la cavità addominale e toracica del cadavere di stracci per mantenere la forma originale, vestì i resti di Elena con calze, gioielli e guanti e tenne il corpo nel suo letto. Tanzler usava anche abbondanti quantità di profumo, disinfettanti e agenti conservanti, per mascherare l'odore e prevenire gli effetti della decomposizione del cadavere. Inserí nella vagina un tubo per mantenere relazioni sessuali con il corpo. Tuttavia questa macabra motivazione non fu mai dimostrata, trattandosi più che altro di una congettura e un'ipotesi. Quando la sorella e le autorità riuscirono a recuperare il corpo e lo sotterrarono senza nome, Tanzler costruí una bambola uguale a Elena. Morí tra le braccia della bambola.